# Roger de Leybourne
Roger de Leybourne lub Roger Leyburn – angielski rycerz, szeryf hrabstwa Kent, lord strażnik Pięciu Portów w 1264 r.
Podczas drugiej wojny baronów (1264–1265) walczył po stronie króla Henryka III. Z tego powodu utracił urząd lorda strażnika. W 1265 r. brał udział w bitwie pod Evesham, gdzie odznaczył się osobistą odwagą ratując życie króla. Wcześniej dopomógł w ucieczce synowi Henryka III, księciu Edwardowi. W 1271 r. towarzyszył mu wyprawie krzyżowej, skąd wrócił otoczony sławą znakomitego rycerza.
Jego syn, William Leyburn, był pierwszym Anglikiem, który nosił tytuł admirała.